# Župnija Šmarje pri Jelšah
Župnija Šmarje pri Jelšah je rimskokatoliška teritorialna župnija dekanije Šmarje pri Jelšah škofije Celje.
Do 7. aprila 2006, ko je bila ustanovljena škofija Celje, je bila župnija del kozjanskega naddekanata škofije Maribor.

## Sakralni objekti
- Cerkev sv. Marije Vnebovzete, Šmarje pri Jelšah (župnijska cerkev),
- Cerkev sv. Barbare, Vinski Vrh
- Cerkev sv. Lovrenca, Močle
- Cerkev sv. Lovrenca, Sotensko pri Šmarju
- Cerkev sv. Roka, Predenca
- Cerkev sv. Tomaža, Brecljevo